# Marcondiro
I Marcondiro sono un gruppo musicale indie, rock e di musica d'autore italiano nato a Roma nel 2009. 

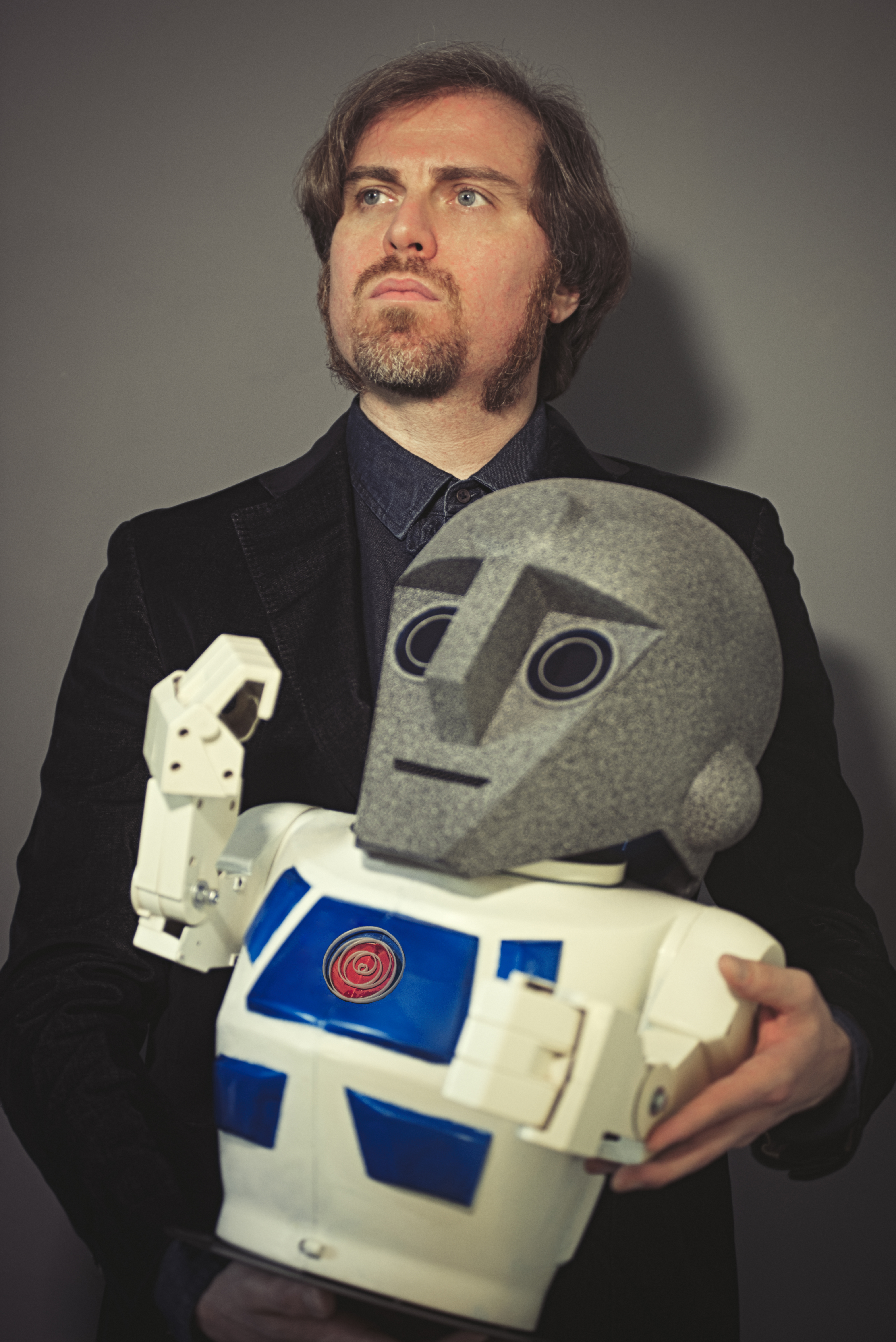
Marcondiro and his Primitive Robot

## Storia del gruppo
Il gruppo è stato fondato da Marco Marchese Borrelli (Cosenza, 20 dicembre 1976) che inizia la sua carriera da cantautore nel 2001 con lo pseudonimo di Marcondiro.
Negli anni che precedono la formazione del gruppo, Borrelli lavora alla produzione del disco di esordio del gruppo musicale Konsentia dal titolo Sottovoce in veste di coproduttore, tastierista e arrangiatore di brani di musica etnica elettronica. Nel triennio che va dal 2003 al 2006 è protagonista dello spettacolo itinerante Radioconcerto in cui porta sul palco un suo personale tributo alla storia della radio in Italia. La tournée lo porta ad esibirsi in Canada nell'ottobre del 2004 e in Irlanda, a Dublino, nel novembre del 2005.
Lo pseudonimo Marcondiro diventa il nome d'arte della band nel 2009. La formazione della band, dal 2015 comprende, Marco Marchese Borrelli (voce, chitarra, pianoforte e sintetizzatore), Frank Ranieri (basso, percussioni, cori), Peppe Sacchi (tastiere, fisarmonic, live electronics) e Dario Segneni (batteria, percussioni).
Il nome Marcondiro, come dichiarato dal frontman, "è tratto dalla canzone Oh che bel castello. Si tratta di una canzone dal carattere guerrafondaio. Scritta da bambini cresciuti e pensata per essere cantata da bambini ignari del contenuto".
SpettAttore è l'album di esordio dei Marcondiro, pubblicato nel 2001 con l'etichetta discografica Just-1 e distribuito da Halidon. Da questo album viene estratto il singolo Il salto. 
Il 24 aprile 2015 esce il videoclip della canzone Pagliacci & pagliacci, girato in Calabria, in collaborazione con il regista Nino Cannatà. Il singolo anticipa l'uscita della prima parte del secondo album dei Marcondiro.
Il 13 maggio 2015 l'etichetta discografica Parodoi pubblica l'EP contenente la prima parte del secondo album del gruppo intitolato OMO L'Evo-Mediatico In-Forma-Canzone e distribuito dalla Halidon. Da questo album viene estratto il singolo La fiera, contenente le voci dei monaci della Certosa di Serra San Bruno, che eseguono un Kyrie scritto da Marco Borrelli. Il 24 luglio 2015 l'anteprima del videoclip del singolo Ricordi immaginati viene presentata da Michele Monina su il Fatto Quotidiano. Il 25 novembre dello stesso anno esce il videoclip del singolo ispirato dai libri di Antonin Artaud, Lettera del vampiro (alla vamp), girato a Roma, con la partecipazione dell'attore e mimo Andrea Cosentino. Nel 2016 l'etichetta discografica Parodoi pubblica l'edizione completa del secondo album in versione digitale distribuita dalla CNI Compagnia Nuove Indye ed il disco in vinile.
Il 1º ottobre 2016 il gruppo viene ospitato dal Club Tenco alla manifestazione "Tenco Ascolta".
A luglio del 2017 i Marcondiro, dopo aver vinto il primo premio al Festival dei Castelli Romani, sono al lavoro sul nuovo disco, che vede la partecipazione dei musicisti Antonello D'Urso, Paolo Giovenchi e del musicista sufi Nour Eddine Fatty. Il disco viene interamente prodotto nello studio di registrazione dell'etichetta Parodoi.
A novembre 2017 sono ospiti del Festival Cose di Amilcare a Barcellona (Spagna) e dell'Ambasciata italiana a Buenos Aires, in Argentina.
Nel 2018 viene pubblicato il videoclip di Ammore vero che vede come protagonista Stefano Fresi. Lo stesso anno il videoclip vince il Premio Roma Videoclip.
Nel 2019 nasce la collaborazione artistica tra i Marcondiro e il regista e direttore della fotografia Daniele Ciprì, che per la prima volta dirige un videoclip, su soggetto di Marco Marchese Borrelli, per il singolo Amati pubblicato il 14 febbraio 2019, vincendo lo stesso anno il Premio Roma Videoclip 2019 per la regia. Nel videoclip viene presentato il personaggio di Media Arte "Primitive Robot", ideato e disegnato da Marco Marchese Borrelli in arte Marcondiro ed ispirato ai Giganti di Mont'e Prama.
Nell'estate del 2019 parte la tournée Amati tour promossa da Nuovo IMAIE, durante il quale i Marcondiro si esibiscono in diversi festival, tra cui "Voci per la libertà, una canzone per Amnesty", "Indigeno Fest", Peperoncino Jazz Festival e tornano a Barcellona(Spagna) per il Festival Cose di Amilcare.
Il 20 giugno 2020 esce il videoclip in grafica animata del singolo intitolato Core, una storia d'amore tra due intelligenze artificiali, scritto e diretto da Marco Marchese Borrelli e prodotto dall'etichetta discografica Parodoi, che contiene le riprese effettuate da Daniele Ciprì presso il Centro europeo per l'osservazione della Terra di Frascati per il video precedente. Il videoclip è un omaggio allo scrittore Isaac Asimov nel centenario della sua nascita.
Il 25 novembre 2020 i Marcondiro pubblicano il singolo Le fate (feat. Nour Eddine Fatty) annunciando l'accordo per la distribuzione digitale con Artist First.
Il 17 dicembre 2020 esce il singolo Gli Romani che vede il featuring del cantautore romano Edoardo De Angelis e il missaggio di Taketo Gohara. Il relativo videoclip in grafica animata ambientato a Roma ed a Cinecittà, è dedicato al regista Federico Fellini, nel centenario della sua nascita.
Il 12 febbraio 2021 esce Data, disco che chiude la trilogia sull' "Essere Umani" e che contiene il concept: "L'Amore ai tempi della tecnologia, raccontato attraverso una storia amorosa tra due Intelligenze Artificiali", iniziato con il videoclip Amati. Nella copertina è rappresentato il Robot Primitivo ideato e realizzato da Marco Borrelli.
Il 27 marzo 2021, esce "Con i tuoi Occhi", il primo videoclip italiano a diventare un NFT (Non Fungible Token) con la partecipazione dell'attore Emiliano Luccisano e della modella Lucilla Materazzi.
Il 22 Aprile 2021, nella Giornata mondiale della Terra, realizzano un concerto sul Metaverso TheNemesis.io mettendo in palio all'Avatar vincitore della caccia al tesoro un NFT dal titolo "Earth Day"
Il 31 Luglio 2021 Marco Borrelli presenta al Festival internazionale di arte contemporanea "Endecameron", la performance dal titolo "DreamLike Robot" ed un'anteprima del videoclip del singolo "Captcha Cha", tratto dal terzo album.
Il 20 Settembre 2021 Marco Borrelli, vince il Primo Premio "Vertical Song" al Festival internazionale "Vertical Movie", per la regia del videoclip "Captcha Cha", ritirando il premio presso la Casa del Cinema di Roma.
Il 16 Novembre 2022 esce "Armando Disarmato" nella giornata mondiale della tolleranza, singolo sul tema del Bullismo e Cyberbullismo, con lo slogan "Please, don't destroy yourself, humans", cantato dal Robot Primitivo.
Il 24 Settembre 2024, il progetto crossmediale  "Primitive Robot", che rappresenta la ricerca di Marcondiro nella Media Arte, viene presentato, come scultura in marmo di Carrara, scolpito dalle macchine dotate di Intelligenza Artificiale, alla Fiera internazionale "Marmomac" a Verona e recensito sulle agenzie di stampa e sulle testate giornalistiche di settore più importanti.
Il 6 Marzo 2025, la scultura "Head of the Primitive Robot", è esposta a New York per la Fondazione Carlo Rambaldi.
Il 21 Marzo 2025 esce "Musica Necessaria", della band Robotcombo composta dai Robot Primitivi e featuring del cantautore Marcondiro. Il videoclip è girato sul Metaverse "Aipop" della Primigen srl, con la ballerina sorda Angelina Cirillo.
Il 19 Giugno 2025, la scultura parlante del Robot Primitivo, dotata di Intelligenza Artificiale, viene presentata sul palco del Filming Italy, da Tiziana Rocca, in Sardegna.
Il 20 Luglio 2025, Il progetto musicale "Primitive Robot Show", di Marcondiro con il musicista di tradizione sufi Nour Eddine Fatty, viene lanciato sul palco del festival "Voci per la Libertà" ricevendo il Premio Amnesty International .

## Formazione
- Marco Borrelli – voce, chitarra, pianoforte, synth, orchestrazioni
- Frank Ranieri – basso, percussioni, cori
- Peppe Sacchi – tastiera, fisarmonica, live electronics
- Dario Segneni – batteria

## Premi e riconoscimenti
- 2015 – Premio della critica al Premio Daolio Sulmona[18]
- 2017 – Primo premio al Festival dei Castelli Romani[19] per #AmmoreVero
- 2018 – Premio Bruno Lauzi Anacapri[20] per la miglior cover di Ritornerai di Bruno Lauzi
- 2018 – Premio MEI SuperStage[21][22]
- 2018 – "Special award rivelazione connubio cinema e musica" Premio Roma VideoClip per #AmmoreVero con Stefano Fresi, Regia di Marco Borrelli[23][24][25]
- 2019 – Premio Audiocoop Festival Estivo Piombino[26][27]
- 2019 – Targa Cinemati Matera[28][29]
- 2021 - Primo Premio Vertical Song, Vertical Movie, Casa del Cinema, Roma
- 2023 - Primo Premio "Canti Orfici in Musica", Fondazione "Dino Campana[30]", Marradi, Firenze
- 2023 - Primo Premio "Lecce Fanta Fest", Fondazione "Carlo Rambaldi[31]", Lecce
- 2025 - Premio Amnesty International, Festival Voci per la Libertà, Rovigo

## Discografia

### Album in studio
- 2011 – SpettAttore
- 2016 – OMO L'Evo-Mediatico In-Forma-Canzone – Edizione completa
- 2021 – Data

### EP
- 2015 – OMO L'Evo-Mediatico In-Forma-Canzone – Prima parte

### Singoli
- 2012 - Il salto
- 2014 - Pagliacci & pagliacci
- 2015 - La fiera
- 2015 - Ricordi immaginati
- 2015 - Lettera del vampiro
- 2018 - #AmmoreVero
- 2019 - #Amati
- 2020 - Core
- 2020 - Le fate (feat. Nour Eddine Fatty)
- 2020 - Gli romani
- 2021 - Con i tuoi Occhi
- 2021 - Captcha Cha
- 2022 - Armando Disarmato